# 이기니오 스트라피

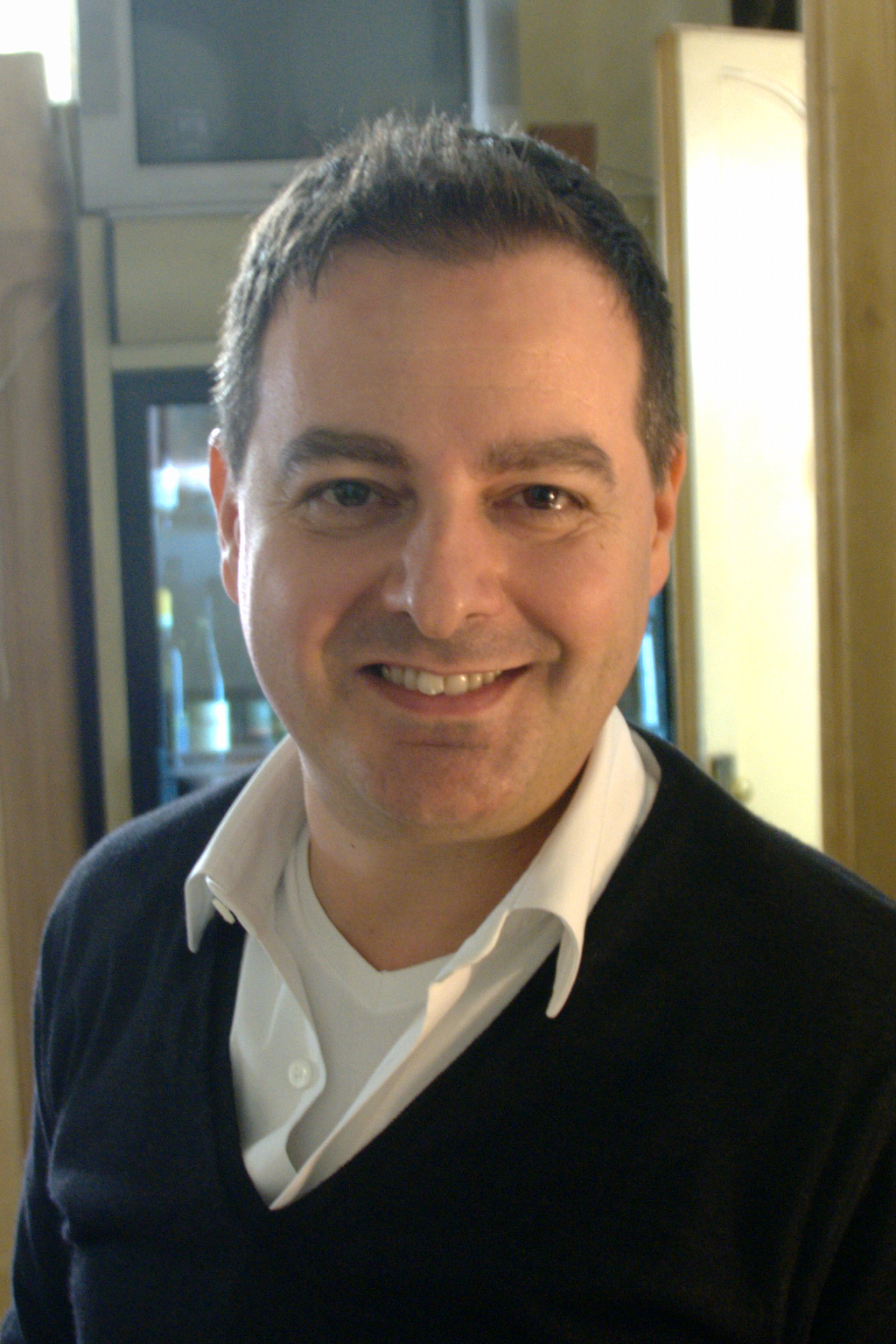
이기니오 스트라피 (2009년).

이기니오 스트라피(이탈리아어: Iginio Straffi, 1965년 ~, 구알도)는 이탈리아 출신의 애니메이션 감독이다. 애니메이션 시리즈 《윙스 프렌즈》의 창작자이자 감독이다.
그는 레인보우 S.p.A 사의 CEO이자 공동창립자이다. 이 회사는 애니메이션을 전 세계로 수출하고 있다. 이탈리아 내 애니메이션 산업 수위를 차지하고 있는 기업이다.
그는 이탈리아에서 태어나 자랐다. 디자이너로서 여러 잡지, 출판사에서 일하였다. 이후 그는 애니메이션 업계로 뛰어들기를 작정하고는 업계에 뛰어들었다. 프랑스 및 룩셈부르크 등을 돌아다니며 영화 제작을 배웠다.
1995년, 이탈리아로 돌아와 이 경험들을 살려 회사 레인보우 S.p.A를 차렸다.
텔레비전 애니메이션 시리즈 《윙스 프렌즈》(Winx Club)는 유럽, 미국, 아시아 각지의 130여 개 국에서 방영되었다. 그는 《윙스 프렌즈》 외에도 시리즈물 《프레쯔몰로》 (파슬리, 이탈리아 가르다랜드 테마 파크 마스코트에서 영감을 받았다.), 《몬스터 알레르기》 (Monster Allergy, 월트 디즈니 회사 만화책으로도 있다.) 그리고 《토미와 오스카》(Tommy & Oscar) 등을 감독/제작하였다.

## 생애
이기니오 스트라피는 12세에 회화를 공부하였다. 그 때부터 그의 작품을 팔러 다녔다. 대학생 때는 파트-타임 만화가로 일하였다.
24세 때는, 만화 시리즈 《Nick Raider》를 그렸다. 이 책 시리즈는 7만 5천 부 이상 팔려나갔다.